# Phantia michelina
Phantia michelina är en insektsart som beskrevs av Della Giustina och Adolf Remane 1992. Phantia michelina ingår i släktet Phantia och familjen Flatidae.
Artens utbredningsområde är Frankrike. Inga underarter finns listade i Catalogue of Life.